# Till strid vi dragit ut
Till strid vi dragit ut är en sång från 1891 med text av William Pearson och George Scott Railton. Sången sjungs till en engelsk melodi.

## Publicerad i
- Musik till Frälsningsarméns sångbok 1907 som nr 394.
- Frälsningsarméns sångbok 1929 som nr 436 under rubriken "Strid och verksamhet - Under striden".
- Frälsningsarméns sångbok 1968 som nr 500 under rubriken "Strid Och Verksamhet - Kamp och seger".
- Frälsningsarméns sångbok 1990 som nr 652 under rubriken "Strid och kallelse till tjänst".